# Forshaga (comune)
Forshaga è un comune svedese di 11 316 abitanti, situato nella contea di Värmland. Il suo capoluogo è la cittadina omonima, famosa anche per essere il luogo dove è nato il campione di salto in alto Stefan Holm.

## Località
Nel territorio comunale sono comprese le seguenti aree urbane (tätort):
- Deje
- Dyvelsten
- Forshaga
- Tjärnheden